# La Révolution prolétarienne
La Révolution prolétarienne è una rivista di orientamento sindacalista rivoluzionario fondata a Parigi nel 1925 da Pierre Monatte con l'apporto di altri dissidenti marxisti espulsi dal Partito Comunista Francese, tra cui Maurice Chambelland. Vi collaborò anche Simone Weil.